# Cathy Carr
Cathy Carr, geboren als Angelina Helen Catherine Cordovano (* 28. Juni 1936 in New York City; † 22. November 1988 in Fayetteville, New York), war eine US-amerikanische Popsängerin.

## Biografie
Die im New Yorker Stadtteil Bronx geborene Catherine machte schon frühzeitig mit dem Showgeschäft Bekanntschaft, als sie in der Kinder-Fernsehsendung Children’s Hour auftrat. Später trat sie als Sängerin und Tänzerin beim USO-Truppenbetreuungsprogramm auf und ging mit verschiedenen Bigbands auf Tournee, unter anderem mit Sammy Kaye. 1953 erhielt sie bei Coral Records in New York ihren ersten Plattenvertrag, wo sie vier Single-Schallplatten unter „Cathy Carr And Her Boyfriends“ aufnahm. Ihre ersten Plattenerfolge hatte sie bei der kleinen Plattenfirma Fraternity Records in Cincinnati, Ohio, wo sie von 1955 bis 1957 unter Vertrag stand. Mit dem Titel Ivory Tower stieg sie 1956 in den Hot 100 des US-amerikanischen Musikmagazins Billbord bis zum Platz zwei auf und hatte im selben Jahr mit Heart Hideaway einen zweiten Song in den Hot 100 (67.). Anschließend veröffentlichte Carr vier Jahre lang ihre Platten wieder in New York bei Roulette Records. Auch dort kam sie zu zwei Hot-100-Erfolgen mit den Titeln First Anniversary (42.) und I’m Gonna Change Him (63.), die beide 1959 auf den Markt kamen. Die später bei den Plattenfirmen Smash und Laurie Records produzierten Singles wurden keine Verkaufserfolge. Die A-Seite ihrer letzten Single aus dem Jahr 1967 trug den beziehungsreichen Titel When You Come Home Again (Wenn du wieder nach Hause kommst), denn sie zog sich danach aus dem Musikgeschäft zurück. Sie starb 1988 52-jährig in dem kleinen Ort Fayetteville im US-Staat New York.

## Diskografie

### Langspielplatten
| Titel                     | Musiklabel      | Veröffentlichung |
| ------------------------- | --------------- | ---------------- |
| Ivory Tower               | Fraternity 1005 | 1957             |
| Shy                       | Roulette 25077  | 1959             |
| Songs for Sentimentalists | RCA Victor 2913 | 1964             |
| Ivory Tower               | Dot 3674        | 1966             |

### Compact Discs*
| Titel                  | Musiklabel | Veröffentlichung |
| ---------------------- | ---------- | ---------------- |
| Shy                    | EMI        | 2012             |
| Travel by Carr, Vol. 2 | Marginal   | 2013             |

* in Deutschland vertrieben

### Vinyl-Singles
| A/B-Seite                                              | Katalog-Nr. | Veröffentlichung |
| ------------------------------------------------------ | ----------- | ---------------- |
|                                                        | Coral       |                  |
| Heartbroken / Half Pink Boogie                         | 60907       | Januar 1953      |
| I Just Can’t Get That Melody / Somebody Told You a Lie | 60988       | Juni 1953        |
| I’ll Cry at Your Wedding / Cryin’ for Caroline’s       | 61092       | Oktober 1953     |
| I’ll Cry at Your Wedding / Heartbroken                 | 61646       | Mai 1956         |
|                                                        | Fraternity  |                  |
| Morning, Moon and Night / Toward Evening               | 718         | August 1955      |
| Ivory Tower / Please, Please Believe Me                | 734         | März 1956        |
| Heart Hideaway / The Boy on Page Thirty-Five           | 743         | Juli 1956        |
| Waltzing to the Blues / Oh Baby                        | 750         | Oktober 1956     |
| Una Momento / It Looks Like Love                       | 757         | Mai 1957         |
| Wild Honey / Speak for Yourself John                   | 765         | Mai 1957         |
| House of Heartache / Presents From the Past            | 782         | September 1957   |
| Doll Baby / Don’t Come to My Party                     | 793         | Januar 1958      |
|                                                        | Roulette    |                  |
| To Know Him, Is to Love Him / Put Away the Invitations | 4107        | September 1958   |
| First Anniversary / With Love                          | 4125        | 12/1958          |
| The Little Things You Do / I’m Gonna Change Him        | 4152        | April 1959       |
| Shy / Personal Secret                                  | 4187        | September 1959   |
| Little Sister / Dark River                             | 4219        | Dezember 1959    |
| A Little Time / What Do I Do Now                       | 4248        | April 1960       |
| Golden Locket / I Want to Be Your Pet                  | 4296        | Oktober 1960     |
| Johnny’s Song / Someone Told You a Lie                 | 4323        | Januar 1961      |
| Baseball He Loves / Yearning                           | 4367        | Mai 1961         |
| I Can’t Begin to Tell You / You’re Breaking My Heart   | 4383        | August 1961      |
|                                                        | Smash       |                  |
| Nein Nein Fraulein / Footprints in the Snow            | 1726        | November 1961    |
|                                                        | Laurie      |                  |
| Ivory Tower / Should I Believe Him                     | 3133        | Juni 1962        |
| Sailor Boy / The Next Time the Band Plays a Waltz      | 3147        | Oktober 1962     |
| I Waded in the Water / In Place of You                 | 3161        | April 1963       |
| My Favorite Song / The Ghost of a Broken Heart         | 3206        | Oktober 1963     |
| When You Come Home Again / The Ghost of a Broken Heart | 3378        | Februar 1967     |